# Hakim Benchamach
Hakim Benchamach (ur. w 1963 w Al-Husajma w Maroku) – marokański polityk, przewodniczący Zgromadzenia Radców. W latach 2009–2015 pełnił funkcję przewodniczącego Autentyczności i Nowoczesności w zgromadzeniu, od 2018 jest liderem tejże partii.

## Biografia
Hakim Benchamach urodził się w 12 września 1963 roku, w miejscowości Al-Husajma w Maroku.
Na początku lat 80. studiował prawo na Uniwersytecie w Wadżda. W 1984 roku został aresztowany za udział w studenckim ruchu o marksistowsko-leninowskich wartościach – UNEM. W więzieniu przebywał przez ponad dwa lata.
Od 1994 do 2001 roku był profesorem nauk politycznych na Uniwersytecie w Meknes.

### Działalność polityczna
W 2008 roku był współzałożycielem Mouvement de tous les démocrates, stowarzyszenia, które następnie zostało przekształcone w Autentyczność i Nowoczesność.
Od 2008 do 2015 roku pełnił funkcję przewodniczącego Autentyczności i Nowoczesności w Zgromadzeniu Radców. 13 października 2015 roku został wybrany na przewodniczącego zgromadzenia.
27 maja 2018 roku Benchamach został wybrany na sekretarza generalnego Partii Autentyczności i Nowoczesności.
18 kwietnia 2019 roku Benchamach doznał udaru mózgu, przez co musiał być hospitalizowany, stało się to po dyskusji pomiędzy nim, a odsuniętym ze stanowiska wiceprzewodniczącego Izby Reprezentantów Sidi Brahim El Joumani.

## Życie prywatne
Benchamach jest żonaty, swoją żonę poznał w młodości, gdy był skrajnie lewicowym aktywistą. Mają dwójkę dzieci – Mouna i Malak.